# Agent Smith
Agent Smith − fikcyjna postać z trylogii filmowej Matrix. Główny antagonista serii.
Był jednym z agentów, programów chroniących system przed zagrożeniem ze strony nieposłusznych programów oraz uwięzionych w nim ludzi. W rolę agenta Smitha wcielił się Hugo Weaving.
Poza serią Matrix Smith pojawił się w 2013 roku w reklamie General Electric. W rolę agenta ponownie wcielił się Weaving.

## Fabuła
Pokonany przez Neo, głównego bohatera trylogii, pod koniec jej pierwszej części, Smith uniezależnia się od maszyn rządzących Matriksem (a także walczących z ludźmi, którzy wyrwali się z systemu) i dąży do objęcia władzy nad nimi. W trzeciej części zostaje ostatecznie pokonany przez Neo, który poświęca się dla jego zniszczenia.